# قصر تاعكيت
قصر تاعكيت هو قصرٌ (قريةٌ محصنة) في المغرب، يقعُ في منطقة جهة درعة تافيلالت. تبلغ مساحته 0.34 هكتار.